# Troy Grosenick
Troy Grosenick, född 27 augusti 1989 i Brookfield, är en amerikansk professionell ishockeymålvakt som tillhör NHL-organisationen Los Angeles Kings och spelar för deras primära samarbetspartner Ontario Reign i AHL.
Han har tidigare spelat för Nashville Predators och San Jose Sharks i NHL och på lägre nivåer för Milwaukee Admirals, San Jose Barracuda och Worcester Sharks i AHL, Union Dutchmen (Union College) i NCAA och Cedar Rapids Roughriders i USHL.

## Klubbkarriär

### San Jose Sharks
Han blev aldrig draftad av något lag, men skrev som free agent på ett ettårigt rookiekontrakt med Sharks den 8 april 2013.
På fyra säsonger gjorde han endast två matcher med Sharks, och spenderade istället säsongerna med farmarlaget Worcester Sharks, som sedermera blev San Jose Barracuda, i AHL.

### Nashville Predators
Han blev tradad från Sharks till Nashville Predators den 25 februari 2018 tillsammans med Brandon Bollig i utbyte mot ett draftval i sjätte rundan 2018.